# Копп, Элизабет
Элизабет Копп (полное имя Анна Элизабет Копп-Икле, нем. Anna Elisabeth Kopp-Iklé; 16 декабря 1936, Цюрих — 7 апреля 2023, Цумикон) — швейцарский юрист, политик, первая женщина в правительстве Швейцарии.

## Биография
Элизабет Копп окончила факультет права Цюрихского университета в 1960 году с дипломом бакалавра. В 1969 году она была избрана в муниципальный совет Цумикона, а с 1972 года работала в кантональном совете по образованию Цюриха. Затем с 1974 года, до своего избрания в Федеральный совет в 1984 году, возглавляла правительство Цумикона. Как член Свободной демократической партии работала в Национальном совете Швейцарии с 1979 по 1984 год.
В октябре 1984 года Копп стала первой женщиной в истории Швейцарии, избранной в Федеральный совет (правительство). Она возглавила департамент юстиции и полиции. 7 декабря 1988 года избрана вице-президентом Швейцарии на 1989 год, однако через два дня разразился скандал, в результате которого она была вынуждена подать в отставку уже 12 января. Копп была обвинена в нарушении служебной тайны, когда прочитав доклад о том, что компания её мужа отмывает преступные деньги, она позвонила ему и сообщив об этом, посоветовала подать в отставку. Хотя впоследствии обвинения против Ханса Коппа были опровергнуты, её политическая карьера закончилась.
После отставки Элизабет Копп занималась адвокатской деятельностью.
Умерла 7 апреля 2023 года.

## Семья
Элизабет Копп — дочь Макса Икле (1903—1999), вице-президента Швейцарского национального банка и Беатрис Хеберлин (1906—1988). Имела двух сестёр Марианну (р. 1935) и Беатрикс (р. 1944). Была замужем за адвокатом Хансом Коппом (1931—2009), имела дочь Бригитту (р. 1963) и трёх внучек.
Её прапрадед Фердинанд Адольф Нефф (1809—1899) был братом президента Швейцарии Вильгельма Матиаса Неффа (1802—1881).